# وایتویل (تنسی)
وایتویل (به انگلیسی: Whiteville) شهری در ایالت کشور ایالات متحده آمریکا است که جمعیت آن در سرشماری سال ۲۰۱۰ میلادی، ۴٬۶۳۸ نفر بوده‌است.